# Boubacar Barry (Fußballspieler, 1979)
Boubacar Barry, auch bekannt als Copa, (* 30. Dezember 1979 in Marcory, Abidjan) ist ein ivorischer Fußballtorwart, der bei Sporting Lokeren unter Vertrag stand. Er gilt als einer der besten Torhüter Afrikas.

## Karriere
Der Torwart begann seine Karriere bei ASEC Mimosas, bevor er 2000 nach Frankreich zur Stade Rennes wechselte. Dort kam er aber an Petr Čech nicht vorbei. 2003 wechselte er daher – zunächst auf Leihbasis, später als feste Verpflichtung – zum belgischen Verein KSK Beveren, bei dem zu dieser Zeit viele Ivorer unter Vertrag standen. Zu Barrys Mitspielern in Beveren gehörten unter anderem Emmanuel Eboué, Romaric und Gervinho.
2007 wechselte Barry innerhalb Belgiens zum SC Lokeren. Dort wurde er in der Saison 2008/09 zum besten Torhüter der Liga gewählt. 2012 und 2014 gewann er mit Lokeren den belgischen Pokal und damit die Qualifikation für die UEFA Europa League.
2017 wechselte Barry wieder innerhalb Belgiens in die Division 1B zu Oud-Heverlee Löwen. Dort kam er jedoch kein einziges Mal zum Einsatz.

## Internationale Karriere
Barry debütierte am 18. Juni 2000 als Nationalspieler. Das Qualifikationsspiel zur Fußball-Weltmeisterschaft 2002 gegen Tunesien endete 2:2.
Bis zum 10. Juni 2006 bestritt er sechs Länderspiele für die Nationalmannschaft der Elfenbeinküste und gehörte auch als Ersatztorwart zum Kader für die Fußball-Weltmeisterschaft 2006 in Deutschland. Im letzten Gruppenspiel, beim einzigen Sieg der ivorischen Mannschaft, stand er anstelle von Jean-Jacques Tizié im Tor. Bald darauf wurde er Stammtorhüter der Nationalmannschaft und nahm als solcher an der Afrikameisterschaft 2008, der Fußball-Weltmeisterschaft 2010 in Südafrika und der Afrikameisterschaft 2012 teil. Bei letzterem Turnier blieb er ohne aus dem Spiel erzieltes Gegentor – im Finale unterlag die Mannschaft Sambia im Elfmeterschießen.
Auch an der Weltmeisterschaft 2014 in Brasilien nahm Barry mit der Elfenbeinküste teil. Bei der Afrikameisterschaft 2015 verhinderte er im Elfmeterschießen des Finalspiels gegen Ghana drei Tore und verwandelte den entscheidenden Elfmeter selbst. Am 2. März 2015 gab er seinen Rücktritt aus der Nationalmannschaft bekannt.

## Karriere als Trainer
2018, während er auch noch offiziell im Kader bei Oud-Heverlee Löwen war, wurde er für ein Jahr als Torwarttrainer bei den Belgiern ernannt.

## Erfolge
Verein
- Belgischer Pokalsieger: 2012, 2014

Nationalmannschaft
- Afrikameister: 2015

## Wissenswertes
Copa gründete im Frühjahr 2009 in Abidjan den Fußballverein Académie Copa Football Club und agiert seit dem 14. März 2009 als Vereinspräsident.